# A Kansas City Scouts játékosainak listája
Ez a lista a Kansas City Scouts játékosait tartalmazza. Ez a csapat csak rövid ideig létezett és szerepelt az National Hockey League-ben.
| Nemz  | Nemzetiség                               |
| MSz   | Mérkőzés szám                            |
| SK    | Stanley-kupa győztes                     |
| JHCsT | Jégkorong Hírességek Csarnokának a tagja |

| Gy | Győzelem  | HV  | Hosszabbításos vereség |
| V  | Vereség   | KGÁ | Kapott gólátlag        |
| D  | Döntetlen | V%  | Védési hatékonyság     |

| Poz | Pozíció   | JSz | Jobbszélső | A | Assziszt |
| V   | Védő      | C   | Center     | P | Pont     |
| BSz | Balszélső | G   | Gól        | B | Büntetés |

## Kapusok
|               | Nemz | Szezonok  | Alapszakasz | Alapszakasz | Alapszakasz | Alapszakasz | Alapszakasz | Alapszakasz | Rájátszás | Rájátszás | Rájátszás | Rájátszás | Rájátszás | SK győztes |
| MSz           | Nemz | Szezonok  | Gy          | V           | D           | SO          | KGÁ         | MSz         | Gy        | V         | SO        | KGÁ       |           | SK győztes |
| ------------- | ---- | --------- | ----------- | ----------- | ----------- | ----------- | ----------- | ----------- | --------- | --------- | --------- | --------- | --------- | ---------- |
| Denis Herron  | CAN  | 1974–1976 | 86          | 15          | 52          | 15          | 0           | 3.95        | —         | —         | —         | —         | —         |            |
| Peter McDuffe | CAN  | 1974–1975 | 36          | 7           | 25          | 4           | 0           | 4.23        | —         | —         | —         | —         | —         |            |
| Bill McKenzie | CAN  | 1975–1976 | 22          | 1           | 16          | 1           | 0           | 5.20        | —         | —         | —         | —         | —         |            |
| Bill Oleschuk | CAN  | 1975–1976 | 1           | 0           | 1           | 0           | 0           | 4.00        | —         | —         | —         | —         | —         |            |
| Michel Plasse | CAN  | 1974–1975 | 24          | 4           | 16          | 3           | 0           | 4.06        | —         | —         | —         | —         | —         |            |

## Mezőnyjátékosok
|                  | Nemz             | Poszt | Szezonok  | Alapszaksz | Alapszaksz | Alapszaksz | Alapszaksz | Alapszaksz | Rájátszás | Rájátszás | Rájátszás | Rájátszás | Rájátszás | SK győztes |
| MSz              | Nemz             | Poszt | Szezonok  | G          | A          | P          | B          | MSz        | G         | A         | P         | B         |           | SK győztes |
| ---------------- | ---------------- | ----- | --------- | ---------- | ---------- | ---------- | ---------- | ---------- | --------- | --------- | --------- | --------- | --------- | ---------- |
| Chuck Arnason    | CAN              | JSz   | 1975–1976 | 39         | 14         | 10         | 24         | 21         | —         | —         | —         | —         | —         |            |
| Mike Baumgartner | Egyesült Államok | V     | 1974–1975 | 17         | 0          | 0          | 0          | 0          | —         | —         | —         | —         | —         |            |
| Gary Bergman     | CAN              | V     | 1975–1976 | 75         | 5          | 33         | 38         | 82         | —         | —         | —         | —         | —         |            |
| Mike John Boland | CAN              | V     | 1974–1975 | 1          | 0          | 0          | 0          | 0          | —         | —         | —         | —         | —         |            |
| Henry Boucha     | Egyesült Államok | C     | 1974–1976 | 28         | 4          | 7          | 11         | 14         | —         | —         | —         | —         | —         |            |
| Doug Buhr        | CAN              | BSz   | 1974–1975 | 6          | 0          | 2          | 2          | 4          | —         | —         | —         | —         | —         |            |
| Glen Burdon      | CAN              | V     | 1974–1975 | 11         | 0          | 2          | 2          | 0          | —         | —         | —         | —         | —         |            |
| Robin Burns      | CAN              | BSz   | 1974–1976 | 149        | 31         | 33         | 64         | 107        | —         | —         | —         | —         | —         |            |
| Don Cairns       | CAN              | BSz   | 1975–1976 | 7          | 0          | 0          | 0          | 0          | —         | —         | —         | —         | —         |            |
| Guy Charron      | CAN              | C     | 1974–1976 | 129        | 40         | 73         | 113        | 33         | —         | —         | —         | —         | —         |            |
| Gary Coalter     | CAN              | C     | 1974–1975 | 30         | 2          | 4          | 6          | 2          | —         | —         | —         | —         | —         |            |
| Bart Crashley    | CAN              | V     | 1974–1975 | 27         | 3          | 6          | 9          | 10         | —         | —         | —         | —         | —         |            |
| Gary Croteau     | CAN              | BSz   | 1974–1976 | 156        | 27         | 25         | 52         | 28         | —         | —         | —         | —         | —         |            |
| Butch Deadmarsh  | CAN              | BSz   | 1974–1975 | 20         | 3          | 2          | 5          | 19         | —         | —         | —         | —         | —         |            |
| Norm Dube        | CAN              | BSz   | 1974–1976 | 57         | 8          | 10         | 18         | 54         | —         | —         | —         | —         | —         |            |
| Denis Dupere     | CAN              | BSz   | 1975–1976 | 43         | 6          | 8          | 14         | 16         | —         | —         | —         | —         | —         |            |
| Steve Durbano    | CAN              | V     | 1975–1976 | 37         | 1          | 11         | 12         | 209        | —         | —         | —         | —         | —         |            |
| Chris Evans      | CAN              | V     | 1974–1975 | 2          | 0          | 2          | 2          | 2          | —         | —         | —         | —         | —         |            |
| Germain Gagnon   | CAN              | BSz   | 1975–1976 | 31         | 1          | 9          | 10         | 6          | —         | —         | —         | —         | —         |            |
| Ed Gilbert       | CAN              | C     | 1974–1976 | 121        | 20         | 30         | 50         | 22         | —         | —         | —         | —         | —         |            |
| Larry Giroux     | CAN              | V     | 1974–1975 | 21         | 0          | 6          | 6          | 24         | —         | —         | —         | —         | —         |            |
| Fred Harvey      | CAN              | BSz   | 1975–1976 | 39         | 5          | 12         | 17         | 6          | —         | —         | —         | —         | —         |            |
| Hugh Harvey      | CAN              | BSz   | 1974–1976 | 18         | 1          | 1          | 2          | 4          | —         | —         | —         | —         | —         |            |
| Doug Horbul      | CAN              | BSz   | 1974–1975 | 4          | 1          | 0          | 1          | 2          | —         | —         | —         | —         | —         |            |
| Claude Houde     | CAN              | V     | 1974–1976 | 59         | 3          | 6          | 9          | 40         | —         | —         | —         | —         | —         |            |
| Dave Hudson      | CAN              | C     | 1974–1976 | 144        | 20         | 52         | 72         | 39         | —         | —         | —         | —         | —         |            |
| Brent Hughes     | CAN              | V     | 1974–1975 | 66         | 1          | 18         | 19         | 43         | —         | —         | —         | —         | —         |            |
| Larry Johnston   | CAN              | V     | 1974–1976 | 86         | 2          | 17         | 19         | 122        | —         | —         | —         | —         | —         |            |
| Jean-Guy Lagace  | CAN              | V     | 1974–1976 | 88         | 5          | 19         | 24         | 130        | —         | —         | —         | —         | —         |            |
| Bryan Lefley     | CAN              | V     | 1974–1975 | 29         | 0          | 3          | 3          | 6          | —         | —         | —         | —         | —         |            |
| Hank Lehvonen    | CAN              | V     | 1974–1975 | 4          | 0          | 0          | 0          | 0          | —         | —         | —         | —         | —         |            |
| Roger Lemelin    | CAN              | V     | 1974–1976 | 19         | 0          | 1          | 1          | 6          | —         | —         | —         | —         | —         |            |
| Richard Lemieux  | CAN              | C     | 1974–1976 | 81         | 10         | 20         | 30         | 64         | —         | —         | —         | —         | —         |            |
| Terry McDonald   | CAN              | V     | 1975–1976 | 8          | 0          | 1          | 1          | 6          | —         | —         | —         | —         | —         |            |
| Jim McElmury     | Egyesült Államok | V     | 1974–1976 | 116        | 7          | 23         | 30         | 31         | —         | —         | —         | —         | —         |            |
| Ken Murray       | CAN              | V     | 1974–1976 | 31         | 0          | 4          | 4          | 38         | —         | —         | —         | —         | —         |            |
| Simon Nolet      | CAN              | JSz   | 1974–1976 | 113        | 36         | 47         | 83         | 46         | —         | —         | —         | —         | —         |            |
| Wilf Paiement    | CAN              | JSz   | 1974–1976 | 135        | 47         | 35         | 82         | 222        | —         | —         | —         | —         | —         |            |
| Craig Patrick    | Egyesült Államok | C     | 1975–1976 | 80         | 17         | 18         | 35         | 14         | —         | —         | —         | —         | —         |            |
| Dennis Patterson | CAN              | V     | 1974–1976 | 135        | 6          | 21         | 27         | 67         | —         | —         | —         | —         | —         |            |
| Lynn Powis       | CAN              | C     | 1974–1975 | 73         | 11         | 20         | 31         | 19         | —         | —         | —         | —         | —         |            |
| Phil Roberto     | CAN              | JSz   | 1975–1976 | 37         | 7          | 15         | 22         | 42         | —         | —         | —         | —         | —         |            |
| Randy Rota       | CAN              | JSz   | 1974–1976 | 151        | 27         | 32         | 59         | 44         | —         | —         | —         | —         | —         |            |
| Ted Snell        | CAN              | JSz   | 1974–1975 | 29         | 3          | 2          | 5          | 8          | —         | —         | —         | —         | —         |            |
| John Wright      | CAN              | C     | 1974–1975 | 4          | 0          | 0          | 0          | 2          | —         | —         | —         | —         | —         |            |